# Mill Valley
Mill Valley est une municipalité qui se trouve dans le comté de Marin en Californie. Sa population était de 13 903 habitants au recensement de 2010. Elle est située à 30 minutes au nord de la ville de San Francisco, de l'autre côté du pont du Golden Gate. Mill Valley est connue dans le monde pour sa vie artistique, les séquoias qui s'étendent sur la région, et plus généralement, le haut niveau de vie de ses habitants.

## Géographie et histoire

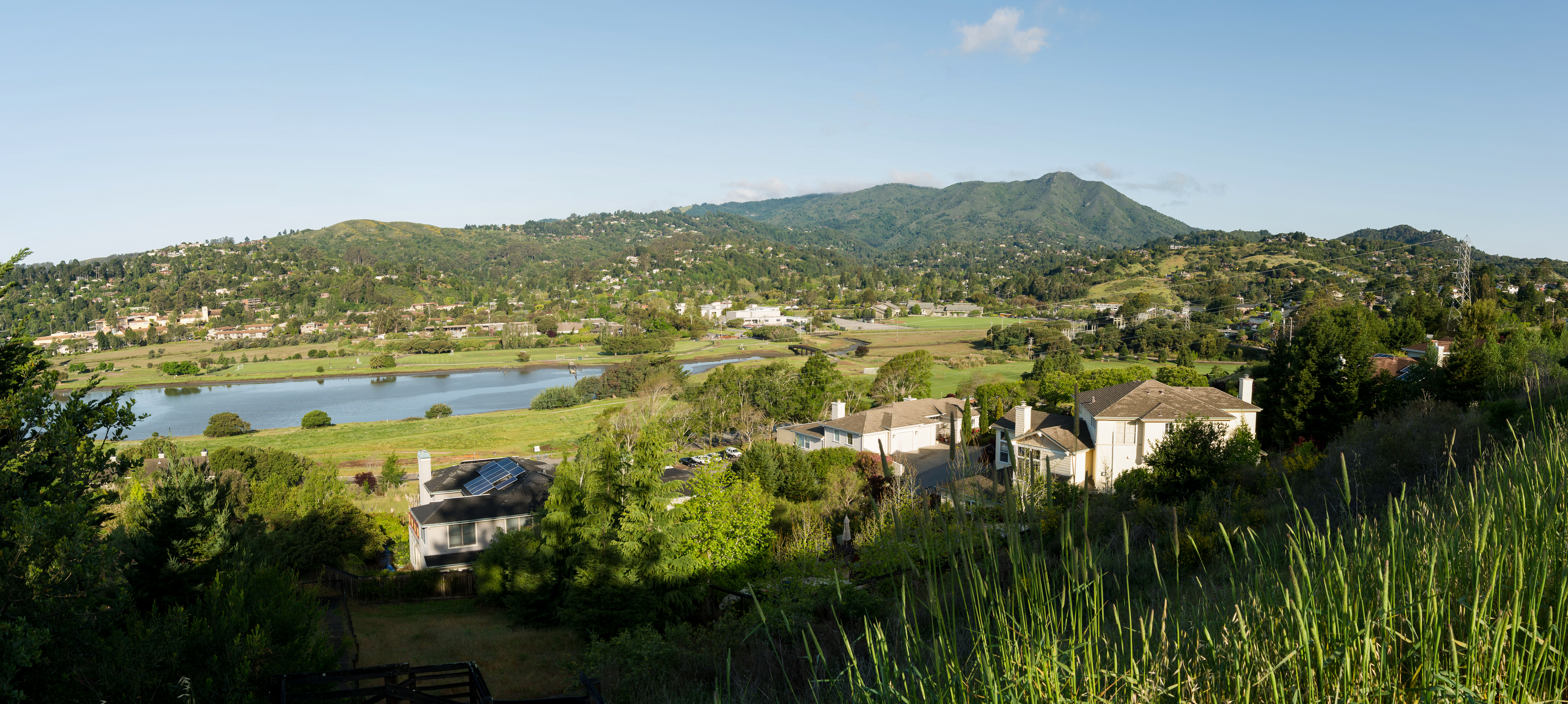
Mill Valley, vue de Seaver Drive.

C'est le moulin (en anglais : mill) établi par John Reed pendant le XIXe siècle qui est à l'origine du nom de la ville. Ce moulin se trouve actuellement dans le Parc du Vieux Moulin (Old Mill Park). Aujourd'hui, Mill Valley est connue pour la forêt de séquoias au milieu de laquelle est située la ville, ainsi que pour sa richesse : le prix médian d'une maison dépassait 1 500 000 $ en janvier 2005.
La bibliothèque publique de Mill Valley, située dans Old Mill Park, est considérée comme l'une des plus pittoresques de toute la région de San Francisco, grâce à ses environs boisés.
La chanson Mill Valley, enregistrée en 1970 et publiée dans l'album Miss Abrams and the Strawberry Point 4th Grade Class, a été un hit national.
La ville est également le lieu d'un certain nombre de festivités notables : la Dipsea Race, le Mountain Play, le Mill Valley Film Festival, et le Mill Valley Fall Arts Festival. Chacun de ces évènements attirant des fans du monde entier.
En 2005, la revue Money a classé Mill Valley parmi les dix villes les plus agréables où habiter aux États-Unis.
Tamalpais High School est renommé pour ses anciens élevés comme George Duke, Tupac Shakur, John Cipollina, Courtney Thorne-Smith...

## Démographie
| Groupe            | Mill Valley | Californie | États-Unis |
| ----------------- | ----------- | ---------- | ---------- |
| Blancs            | 88,8        | 57,6       | 72,4       |
| Asiatiques        | 5,4         | 13,1       | 4,8        |
| Métis             | 3,6         | 4,9        | 2,9        |
| Autres            | 1,1         | 17,0       | 6,2        |
| Afro-Américains   | 0,9         | 6,2        | 12,6       |
| Amérindiens       | 0,2         | 1,0        | 0,9        |
| Océaniens         | 0,1         | 0,4        | 0,2        |
| Total             | 100         | 100        | 100        |
|                   |             |            |            |
| Latino-Américains | 4,5         | 37,6       | 16,7       |

Selon l'American Community Survey, pour la période 2011-2015, 84,59 % de la population âgée de plus de 5 ans déclare parler l'anglais à la maison, 4,14 % déclare parler l'espagnol, 2,38 % le français, 2,38 % l'allemand, 1,08 % le japonais, 0,53 % le persan, 0,50 % une langue chinoise et 4,58 % une autre langue.
| 1910  | 1920  | 1930  | 1940  | 1950  | 1960   |
| ----- | ----- | ----- | ----- | ----- | ------ |
| 2 551 | 2 554 | 4 164 | 4 847 | 7 331 | 10 411 |

| 1970   | 1980   | 1990   | 2000   | 2010   | - |
| ------ | ------ | ------ | ------ | ------ | - |
| 12 942 | 12 967 | 13 038 | 13 600 | 13 903 | - |

## Personnalités
- Elsa Gidlow (1898-1986), écrivaine canado-américaine, y est morte.
- William Leonard Pickard (né en 1945), baron de la drogue y est né